# محمدعلی العمری
محمدعلی العمری (زاده: ۱۳۳۲ هجری قمری - بهمن ۱۳۸۹) مجتهد شیعه و فعال حقوق بشر عربستانی و شخصیت اول شیعیان مدینه منوره و امام مسجد شیعیان این شهر بود.

## زندگی
شیخ محمدعلی در سال ۱۳۳۲ هجری قمری مصادف با ۱۹۱۱ میلادی، در شهر "مدینه" به دنیا آمد و در ۱۶ سالگی وارد حوزه علمیه نجف اشرف شد.و در سن 26 سالگی به قم رفت و بعد به عربستان برگشت.

## اساتید
- محمدرضا مظفر
- محمدحسین مظفر
- محمدجواد مغنیه
- سیدمسلم حلی
- محمدتقی آل‌صادق
- سیدباقر الشخص
- محمدتقی فقیه
- شیخ حسین حلی
- محمدحسین نائینی
- سید ابوالحسن اصفهانی
- سید علی قاضی طباطبایی

## بازگشت به عربستان
پدر روحانی شیعیان عربستان در سال ۱۳۷۰ هجری قمری (۱۹۵۰ میلادی) به مدینه بازگشت.
وی در طول حیات خود وکیل مراجعی چون  سید ابوالحسن اصفهانی،  سیدمحسن حکیم،  میلانی،  سید ابوالقاسم خویی،  شاهرودی،  سید عبدالأعلی سبزواری،  سیدمحمدرضا گلپایگانی،  سیدعلی سیستانی،  سیدمحمدحسین فضل‌الله،  سید محمدسعید حکیم و  شیخ بشیر نجفی بود.

## دستگیری
وی ۴۵ سال از عمرش را در زندان‌های وهابیون عربستان سپری کرد.

## درگذشت
شیخ محمدعلی در اثر جمع شدن آب در کبدش به کما رفت و در چهارم بهمن ۱۳۸۹ همزمان با اربعین حسینی درگذشت.